# Підмонастир (зупинний пункт)
Підмонастир — пасажирський залізничний зупинний пункт Львівської дирекції Львівської залізниці на одноколійній неелектрифікованій лінії Львів — Ходорів між станціями Старе Село (5,5 км) та Глібовичі (5,3 км). Розташований у однойменному селі Підмонастир Львівського району Львівської області.

## Пасажирське сполучення
На зупинному пункті зупиняються приміські поїзди сполученням Львів — Ходорів.